# Paardenbloemgalwesp
De paardenbloemgalwesp (Phanacis taraxaci) is een vliesvleugelig insect uit de familie van de echte galwespen (Cynipidae). De wetenschappelijke naam van de soort is voor het eerst geldig gepubliceerd in 1897 door Ashmead.